# 宇佐八幡神社 (神山町)

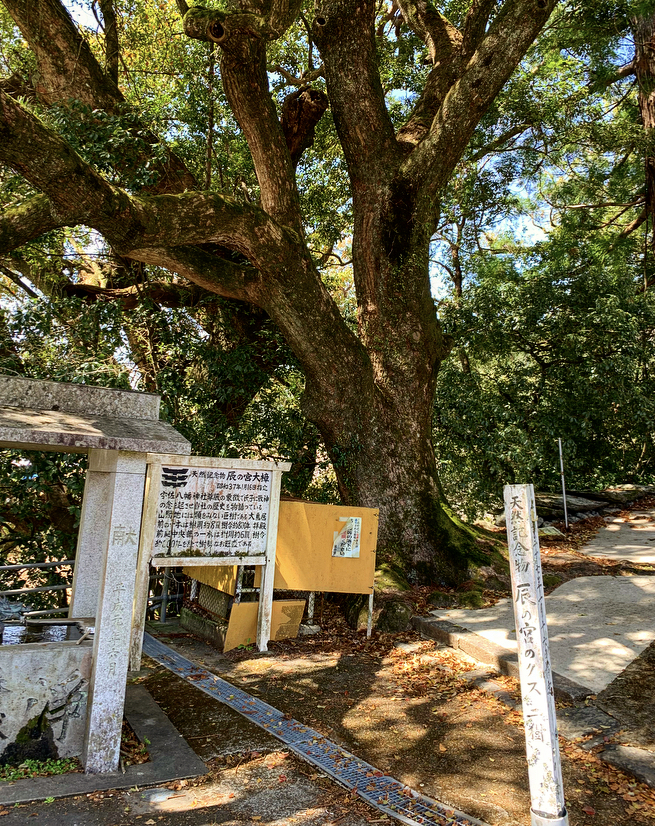
辰の宮の大クス

宇佐八幡神社（うさはちまんじんじゃ）は、徳島県名西郡神山町に鎮座する神社。辰の宮の名で知られている。

## 歴史
1220年（承久2年）の創建と伝わるが、その後、荒廃し、1507年（永正4年）に上桜城の城主である篠原左京大夫が、豊前国の宇佐八幡宮を勧請して再興したとされる。
境内には3本の大クスが聳え、「辰の宮の大クス」として徳島県天然記念物に指定されている。「辰の宮」という名の由来は、神山の粟飯原儀左衛門と仁志長左衛門が鮎喰川原で開いた辰の市に由来する。

## 祭神
- 品陀和気命

## 交通
- JR徳島駅より車で約50分。
- 徳島自動車道「藍住インターチェンジ」より車で約1時間。